# Electro Velvet
Gli Electro Velvet erano un duo musicale britannico formato nel 2014.
Il duo ha partecipato come rappresentante del Regno Unito all'Eurovision Song Contest 2015 tenutosi a Vienna presentando la canzone Still in Love with You. Il brano si è classificato al 24º posto in finale, raccogliendo solo 5 punti.

## Formazione
Il duo era composto da Alex Larke e Bianca Nicholas.